# Epectaptera innotata
Epectaptera innotata är en fjärilsart som beskrevs av Paul Dognin 1899. Epectaptera innotata ingår i släktet Epectaptera och familjen björnspinnare. Inga underarter finns listade i Catalogue of Life.